# 秦松
秦 松（しん しょう、? - ?）は、中国後漢末期の政治家。字は文表。徐州広陵郡の人。『三国志』のいくつかの伝に記載がある。

## 生涯
孫策・孫権の参謀として仕えた。赤壁の戦いの時には、張昭と共に主降派の一人として孫権に曹操への降伏を勧めた。早くに亡くなったという。

### 史書の記述

#### 『孫破虜討逆伝』
孫策は呉郡の厳虎、会稽の王朗らを討伐した後、自ら会稽太守となり、呉郡太守に朱治、丹陽太守に呉景、豫章太守に孫賁、廬陵太守に孫輔を任命するとともに、彭城の張昭、広陵の張紘・秦松・陳端らを参謀に加えたとある。

#### 『張紘伝』
張紘は、同郷の秦松・陳端（字は子正）と共に孫策に仕えた。しかし二人とも早くに亡くなったとある。

#### 『周瑜伝』に引く裴松之注『江表伝』
建安7年（202年）、曹操が孫権に息子を人質として差し出すよう要求してきた。群臣たちを一堂に会して議論をさせたところ、張昭・秦松らは逡巡して態度をはっきりさせなかった。孫権は内心人質を送りたくないと考えていたため、周瑜一人を連れて母の呉夫人の元へ赴き、周瑜の意見を仰いだ。すると周瑜が反対したため、結局人質を送らなかった。
また、孫権は赤壁の戦いに際し開戦を決めた時、周瑜に対し「張昭・秦松は、妻子を顧みて個人的な事情を配慮し、私に降伏を勧めるばかりで全く期待に応えてくれない」と嘆いている。

#### 『周瑜伝』
劉備が京城から荊州に帰還する時、孫権は大船で送別会を開き、張昭・秦松・魯粛ら十数名で劉備を見送ったとある。

#### 『呂蒙伝』
孫権が陸遜とともに、周瑜・魯粛・呂蒙の三人について論じた時、魯粛を賞賛すべき点の一つとして、赤壁の戦いの時に張昭・秦松が曹操への降伏を勧めていたことを憂慮し、急ぎ周瑜を訓練地から呼び戻して迎撃させるよう勧めた事を挙げている。

#### 『陸績伝』
陸績は、若年時から孫権の参謀として張昭・張紘・秦松らの末席に居た。陸績が彼らと対等に議論を行なうと、張昭らは陸績の非凡さを高く評価したという。